# Полярный Круг (станция)
Поля́рный Круг — станция (тип населённого пункта) в Лоухском районе Республики Карелия. Входит в состав Малиновараккского сельского поселения.

## География
Населённый пункт находится вблизи железнодорожной линии Чупа — Княжная.

## Население
| 2002 | 2009 | 2010 | 2013 |
| ---- | ---- | ---- | ---- |
| 43   | ↘30  | ↘10  | ↘7   |

## Транспорт
На станции останавливаются некоторые поезда, следующие из Москвы и Санкт-Петербурга в Мурманск.

## Достопримечательности
К востоку находится государственный заказник «Полярный круг» — особо охраняемая природная территория, эталон природы приполярной части побережья Белого моря.

## Памятники истории
Братская могила семи советских воинов-железнодорожников, погибших в годы Великой Отечественной войны.